# دانشکده علوم پزشکی گراش
دانشکدهٔ علوم پزشکی و خدمات بهداشتی درمانی گراش یا دانشکدهٔ علوم پزشکی امام جعفر صادق دانشکده‌ای مستقل و زیر نظر وزارت بهداشت، درمان و آموزش پزشکی است که در شهر گراش واقع شده‌است. این دانشکده در سال ۱۳۷۹ تحت عنوان دانشکدهٔ پیراپزشکی زیر نظر دانشگاه علوم پزشکی شیراز شروع به کار کرد و در سال ۱۳۹۰ به دانشکدهٔ علوم پزشکی گراش ارتقا یافت. دانشکدهٔ علوم پزشکی گراش بزرگ‌ترین مجموعهٔ آموزشی خیرساز در جنوب استان فارس است و در زمینی به مساحت ۱۷۰ هکتار، در قسمت شمالی شهر گراش بنا شده‌است. بانی این مجتمع علمی شیخ احمد انصاری است.

## تاریخچه
اندیشهٔ تأسیس دانشکدهٔ علوم پزشکی در بین مردم گراش زمانی شکل گرفت که بر اثر کمبود پزشک در ایران، پزشکانی از هند و پاکستان به کار طبابت در ایران مشغول بودند. تأسیس دانشکدهٔ پیراپزشکی گراش در ۱۰ دی ۱۳۶۸ توسط شورای گسترش دانشگاه‌های علوم پزشکی سراسر کشور مورد موافقت اصولی قرار گرفت و کلنگ این مجتمع در سال ۱۳۶۹ با حضور رضا ملک‌زاده، وزیر وقت بهداشت، درمان و آموزش پزشکی، به زمین زده شد. نقشه‌ها و طرح‌های ساخت این دانشکده توسط ادارهٔ مهندسی دانشگاه علوم پزشکی استان فارس تهیه شد و ساخت آن با هزینهٔ شیخ احمد انصاری و توسط اهالی گراش، در زمینی به مساحت ۶۰۰٬۰۰۰ متر مربع و با زیربنای ۳۵٬۰۰۰ متر مربع، در قالب سازهٔ بتنی آغاز شد. ساختمان این مجتمع پس از هفت سال در ۱۳۸۶ به بهره‌برداری رسید و دانشکدهٔ علوم پزشکی که تا پیش از آن در محلی موقت مستقر بود، به محل اختصاصی‌اش منتقل شد. در سال ۱۳۷۹ این دانشکده با رشتهٔ کاردانی علوم آزمایشگاهی زیر نظر دانشگاه علوم پزشکی شیراز آغاز به کار کرد. این دانشکده در سال ۱۳۹۰ به «دانشکدهٔ علوم پزشکی گراش» ارتقا یافت و به صورت واحدی مستقل زیر نظر وزارت بهداشت، درمان و آموزش پزشکی درآمد. به دنبال آن، دانشکدهٔ پرستاری گراش نیز در همان سال افتتاح شد.

## ساختمان‌ها
ساختمان آموزشی دانشکدهٔ علوم پزشکی گراش، ۱۸٬۰۰۰ متر مربع زیربنا دارد. همچنین دو واحد آزمایشگاه به مساحت هر کدام ۹٬۰۰۰ متر مربع، خوابگاه با زیربنای ۱٬۰۰۰ متر مربع و کتابخانه‌ای با زیربنای ۳٬۰۰۰ متر مربع از دیگر قسمت‌های این مجتمع محسوب می‌شوند. علاوه بر آن، ساختمان‌های اداری با ۵٬۰۰۰ متر مربع و مسجد با ۱٬۶۰۰ متر مربع مساحت، در این مجتمع واقع شده‌اند. سالن آمفی‌تئاتر این دانشکده نیز ۳٬۰۰۰ متر مربع زیربنا و ۶۰۰ نفر گنجایش دارد.

## دانشکده‌ها و رشته‌ها
این دانشکده در دههٔ هفتاد، رشته‌های پرستاری، مامایی، علوم آزمایشگاهی، رادیولوژی، هوشبری و اتاق عمل را آموزش می‌داد. امروزه دانشکده‌ها و رشته‌های موجود در این واحد آموزشی به شرح زیر اند:
| ردیف | رشته            | مقطع     | راه‌اندازی |
| ۱    | علوم آزمایشگاهی | کارشناسی | ۱۳۷۹      |
| ۲    | فوریت‌های پزشکی  | کاردانی  | ۱۳۸۷      |

| ردیف | رشته                     | مقطع          | راه‌اندازی |
| ۱    | تکنولوژی اتاق عمل        | کارشناسی      | ۱۳۸۶      |
| ۲    | هوشبری                   | کارشناسی      | ۱۳۸۶      |
| ۳    | پرستاری                  | کارشناسی      | ۱۳۹۲      |
| ۴    | پرستاری - مراقبت‌های ویژه | کارشناسی ارشد | ۱۴۰۳      |

| ردیف | رشته             | مقطع          | راه‌اندازی |
| ۱    | زیست‌فناوری پزشکی | کارشناسی ارشد | ۱۴۰۱      |
| ۲    | پزشکی            | دکترا         | ۱۴۰۱      |

## آزمایشگاه‌ها

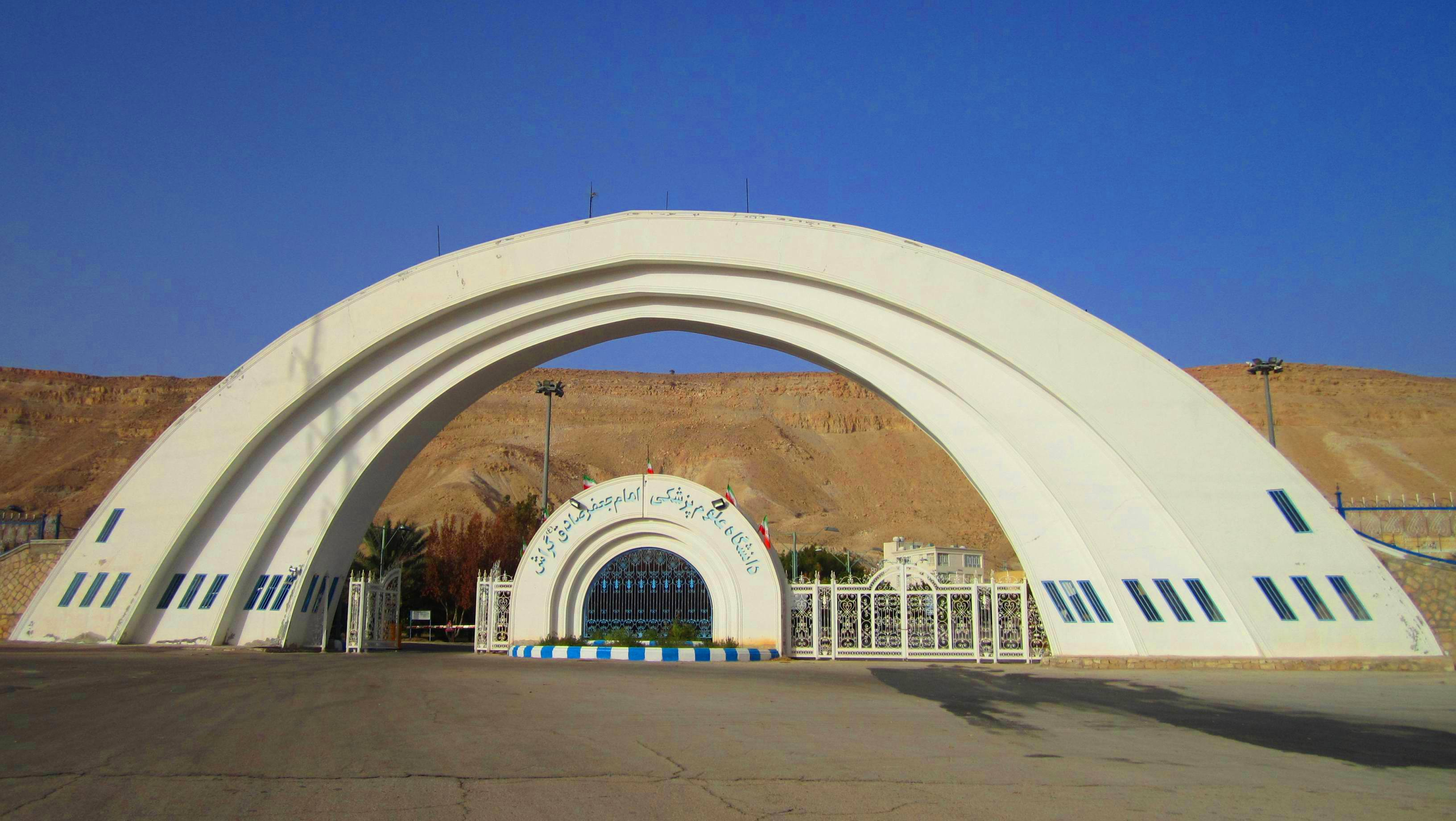
سردر دانشکدهٔ علوم پزشکی گراش

1. آزمایشگاه میکروب‌شناسی (میکروبیولوژی عمومی و پزشکی)
2. آزمایشگاه خون‌شناسی (هماتولوژی ۱ و ۲)
3. آزمایشگاه ایمونولوژی (سرولوژی)
4. آزمایشگاه بیوشیمی بالینی
5. آزمایشگاه بیوشیمی عمومی
6. آزمایشگاه شیمی
7. آزمایشگاه قارچ‌شناسی
8. آزمایشگاه انگل‌شناسی ۱ و ۲
9. آزمایشگاه هورمون‌شناسی
10. آزمایشگاه بافت‌شناسی
11. آزمایشگاه سم‌شناسی
12. آزمایشگاه پاتولوژی (آسیب‌شناسی)
13. آزمایشگاه فیزیولوژی
14. آزمایشگاه انگل و حشره
15. آزمایشگاه ویروس‌شناسی[۱۶]

## بیمارستان

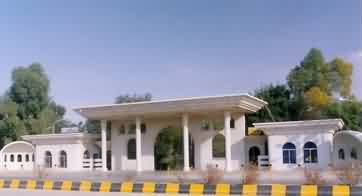
ورودی بیمارستان امیرالمؤمنین علی گراش

بیمارستان امیرالمؤمنین علی گراش بیمارستانی ۱۱۰ تخت‌خوابی و آموزشی درمانی در گراش، وابسته به این دانشکده است که کار ساخت آن در سال ۱۳۵۹ با همکاری خیرین بومی آغاز شده و در سال ۱۳۶۸ با حضور رضا ملک‌زاده، وزیر وقت بهداشت، درمان و آموزش پزشکی، افتتاح شده‌است. این بیمارستان علاوه بر دارا بودن بخش‌های متعدد بستری و کلینیکی، دارای مرکز فوق‌تخصصی پیشگیری از سرطان و مرکز درمان ناباروری است.

## مرکز تحقیقاتی
مرکز تحقیقات سلولی و مولکولی گراش از سال ۱۳۸۴ فعالیت خود را آغاز کرد. این مرکز تحقیقات در زمینهٔ تحقیق بر روی بیماری‌های عفونی همانند ایدز، هپاتیت و…، انواع بیماری‌های ژنتیکی همچون ناشنوایی، تالاسمی و… و همچنین سرطان فعالیت می‌کند. دارا بودن تجهیزات پیشرفته، امکان انجام بسیاری از طرح‌های پژوهشی را در این مرکز فراهم نموده‌است.